# 25512 Аннкомінс
25512 Аннкомінс (1999 XT97, 1949 WK1, 1981 UX26, 1988 VF8, 25512 Anncomins) — астероїд головного поясу, відкритий 7 грудня 1999 року.
Тіссеранів параметр щодо Юпітера — 3,552.